# Karen Meakins
Karen Meakins, née le 25 juillet 1972 à Luton, est une joueuse de squash représentant la Barbade. Elle atteint en mai 2010 la 160e place mondiale sur le circuit international, son meilleur classement. Elle est championne de la Barbade à 15 reprises entre 2009 et 2015 et championne des Caraïbes à trois reprises entre 2010 et 2015.

## Biographie
Sa meilleure amie était de la Barbade et depuis l'âge de treize ans, elle allait chaque année en vacances chez cette amie. Agée de dix-huit ans, elle obtient un poste d’entraîneur de squash à la Barbade. En 2010, elle est désignée Personnalité sportive de l'année de la Barbade.
Elle dispute 11 finales consécutives des championnats des Caraïbes, remportant trois titres.

## Palmarès

### Titres
- Championnats des Caraïbes: 3 titres (2010, 2014, 2015)
- Championnats de la Barbade : 15 titres (1999-2015)

### Finales
- Championnats des Caraïbes: 8 finales (2005, 2007, 2009, 2011, 2012, 2013, 2016, 2017)